# Sogjuta speciosa
Sogjuta speciosa là một loài côn trùng trong họ Osmylidae thuộc bộ Neuroptera. Loài này được Martynova miêu tả năm 1958.